# Радищев, Афанасий Прокофьевич
Афана́сий Проко́фьевич Ради́щев (1684, Немцово — 1746, Немцово) — московский дворянин из рода Радищевых, стародубский казацкий полковник, бригадир. Дед знаменитого писателя Александра Николаевича Радищева.

## Биография
Родился в селе Немцово. Служил в «потешном» Преображенском полку начиная с солдата в 1703 года, вскоре переведён в Астраханский драгунский полк, продолжил службу в Киевском пехотном полку прапорщиком. 1705 году был переведён в «шквадрон фельдмаршала Шереметева» и в 1706 был пожалован в поручики, а в 1708 году — в капитаны и в «шквадрон майоры». С 1712 года, вследствие указа не иметь в эскадронах майорской должности, именовался капитаном и в 1717 году был произведён в майоры (когда «шквадрон» был переформирован в полк).
В 1726 году он произведён в подполковники и определён капралом в Кавалергардский корпус. В том же году пожалован полковником (с переводом по армии) и уволен со службы. Участник Полтавской битвы и Прутского похода. По воцарении Анны Иоанновны стал одним из подписавших прошение о восстановлении самодержавия вопреки «Кондициям» тогдашних верховников. По получении чина полковника в 1731 году и увольнения из воинской службы (из «подполковников и кавалергардии капралов») получает назначение членом в Малороссийский генеральный суд, являвшийся высшей апелляционной инстанцией Малороссийской области.
В сентябре 1734 года становится Стародубским полковником, то есть управляющим одним из самых больших и богатых полков Украины, согласно тогдашнему административно-территориальному делению Украины. В этой должности А. П. Радищев оставался до окончательной отставки до 21 сентября 1741 года. В 1737—1738 гг. находился в Киеве, где «чрез целый год и два месяца содержал над малороссийскими полками главную команду». Отставлен с чином бригадира, после чего вернулся в родные места, под Малоярославец, в имение Немцово, где и скончался. Погребён в построенной им церкви Казанской иконы Божией Матери в Малоярославце.

### Семья
Жена — Анастасия Григорьевна Аблязова (ум. до 1774). Дети:
- сын — Николай (1728—1806);
- дочь — Анна, замужем за Дубенским.